# Палмер, Леонард
Леонард Роберт Палмер, англ. Leonard Robert Palmer (1906, Бристоль — 1984, Питни, Сомерсет) — британский филолог, профессор сравнительной филологии Оксфордского университета (1952-71), специалист по древнегреческому языку и его диалектам, сравнительной и дескриптивной лингвистике.
Ранние работы посвящены индоевропейской филологии и греческому языку эллинистического периода. После дешифровки Линейного письма Б одним из первых выступил в её поддержку. Занимался в основном интерпретацией микенских текстов и вопросом хронологии кносских табличек. Также исследовал вопросы истории и археологии бронзового века (эгейская цивилизация, хронология бронзового века Эгеиды). В работах, посвящённых догреческому субстрату, высказывал гипотезу о его анатолийской принадлежности.

## Избранные сочинения
- The Latin Language
- The Greek Language
- Introduction to modern linguistics (1936),
- A grammar of the post-Ptolemaic papyri, I (1945),
- Mycenaeans and Minoans (1961),
- The language of Homer (1962),
- The find-places of the Knossos tablets (1963),
- Descriptive and comparative linguistics (1972),
- Aegean chronology (1984).
- Interpretation of Mycenaean Greek Texts
- Descriptive and Comparative Linguistics: a Critical Introduction
- A New Guide to the Palace of Knossos